# US Open-mesterskabet i mixed double
Mixed double-mesterskabet ved US Open i tennis er afviklet hvert år siden 1892, bortset fra i 1968 og i 2020. De første mange år til og med 1967 under navnet US National Championships, hvor mesterskabet var forbeholdt amatører. Siden 1969 har turneringen været åben, så både professionelle og amatører kan deltage.

## Spillesteder
Mixed double-mesterskabet er gennem tiden blevet spillet fire forskellige steder i tre forskellige byer på tre forskellige underlag.
| Spillesteder | Spillesteder                | Spillesteder  | Spillesteder         |
| Periode      | Anlæg                       | By            | Underlag             |
| ------------ | --------------------------- | ------------- | -------------------- |
| 1892-1920    | Philadelphia Cricket Club   | Philadelphia  | Græs                 |
| 1921-41      | Longwood Cricket Club       | Boston        | Græs                 |
| 1942-74      | West Side Tennis Club       | New York City | Græs                 |
| 1975-77      | West Side Tennis Club       | New York City | Grus                 |
| Siden 1978   | USTA National Tennis Center | New York City | Hardcourt (DecoTurf) |

## Vindere
Spillere med mindst tre titler.
| Flest mixed double-titler i US National Championships / US Open |                          |                                                      |
| Titler                                                          | Spiller                  | År                                                   |
| 9                                                               | Margaret Osborne duPont  | 1943, 1944, 1945, 1946, 1950, 1956, 1958, 1959, 1960 |
| 8                                                               | Margaret Smith Court     | 1961, 1962, 1963, 1964, 1965, 1969, 1970, 1972       |
| 6                                                               | Hazel Hotchkiss Wightman | 1909, 1910, 1911, 1915, 1918, 1920                   |
| 5                                                               | Mary Browne              | 1912, 1913, 1914, 1921, 1922                         |
| 5                                                               | Doris Hart               | 1951, 1952, 1953, 1954, 1955                         |
| 4                                                               | Edwin Fischer            | 1894, 1895, 1896, 1898                               |
| 4                                                               | Wallace F. Johnson       | 1907, 1909, 1911, 1920                               |
| 4                                                               | Bill Tilden              | 1913, 1914, 1922, 1923                               |
| 4                                                               | Sarah Palfrey Cooke      | 1932, 1933, 1937, 1941                               |
| 4                                                               | Bill Talbert             | 1943, 1944, 1945, 1946                               |
| 4                                                               | Louise Brough            | 1942, 1947, 1948, 1949                               |
| 4                                                               | Owen Davidson            | 1966, 1967, 1971, 1973                               |
| 4                                                               | Billie Jean King         | 1967, 1971, 1973, 1976                               |
| 4                                                               | Marty Riessen            | 1969, 1970, 1972, 1980                               |
| 4                                                               | Bob Bryan                | 2003, 2004, 2006, 2010                               |
| 3                                                               | Juliette Atkinson        | 1894, 1895, 1896                                     |
| 3                                                               | Clarence Hobart          | 1892, 1893, 1905                                     |
| 3                                                               | George Lott              | 1929, 1931, 1934                                     |
| 3                                                               | Vic Seixas               | 1953, 1954, 1955                                     |
| 3                                                               | Neale Fraser             | 1958, 1959, 1960                                     |
| 3                                                               | Martina Navratilova      | 1985, 1987, 2006                                     |
| 3                                                               | Maks Mirnyj              | 1998, 2007, 2013                                     |
| 3                                                               | Jamie Murray             | 2017, 2018, 2019                                     |

## Finaler
| Mixed double-finaler i US National Championships 1892–1967 |                                                    |                                         |                              |
| År                                                         | Mestre                                             | Finalister                              | Resultat                     |
| 1892                                                       | Mabel Cahill (1) Clarence Hobart (1)               | Elisabeth Moore Rodmond Beach           | 6–1, 6–3                     |
| 1893                                                       | Ellen Roosevelt (1) Clarence Hobart (2)            | Ethel Bankston Robert N. Willson, Jr.   | 6–1, 4–6, 10–6               |
| 1894                                                       | Juliette Atkinson (1) Edwin Fischer (1)            | Mrs. McFadden Gustav Remak, Jr.         | 6–3, 6–2, 6–1                |
| 1895                                                       | Juliette Atkinson (2) Edwin Fischer (2)            | Amy Williams Mantle Fielding            | 4–6, 8–6, 6–2                |
| 1896                                                       | Juliette Atkinson (3) Edwin Fischer (3)            | Amy Williams Mantle Fielding            | 6–2, 6–3, 6–3                |
| 1897                                                       | Laura Henson (1) D.L. Magruder (1)                 | Maud Banks R.A. Griffin                 | 6–4, 6–3, 7–5                |
| 1898                                                       | Carrie Neely (1) Edwin Fischer (4)                 | Helen Chapman J.A. Hill                 | 6–2, 6–4, 8–6                |
| 1899                                                       | Elizabeth Rastall (1) Albert L. Hoskins (1)        | Jane Craven James P. Gardner            | 6–4, 6–0, 0–0 opg.           |
| 1900                                                       | Margaret Hunnewell (1) Alfred Codman (1)           | T. Shaw George Atkinson                 | 11–9, 6–3, 6–1               |
| 1901                                                       | Marion Jones (1) Raymond Little (1)                | Myrtle McAteer Dr. Clyde Stevens        | 6–4, 6–4, 7–5                |
| 1902                                                       | Elisabeth Moore (1) Wylie C. Grant (1)             | Elizabeth Rastall Albert L. Hoskins     | 6–2, 6–1                     |
| 1903                                                       | Helen Chapman (1) Harry F. Allen (1)               | Carrie Neely W.H. Rowland               | 6–4, 7–5                     |
| 1904                                                       | Elisabeth Moore (2) Wylie C. Grant (2)             | May Sutton F.B. Dallas                  | 6–2, 6–1                     |
| 1905                                                       | Augusta Schultz Hobart (1) Clarence Hobart (3)     | Elisabeth Moore Edward Dewhurst         | 6–2, 6–4                     |
| 1906                                                       | Sarah Coffin (1) Edward Dewhurst (1)               | Margaret Johnson J.B. Johnson           | 6–3, 7–5                     |
| 1907                                                       | May Sayers (1) Wallace F. Johnson (1)              | Natalie Wildey Herbert Morris Tilden    | 6–1, 7–5                     |
| 1908                                                       | Edith Rotch (1) Nathaniel Niles (1)                | Louise Hammond Raymond Little           | 6–4, 4–6, 6–4                |
| 1909                                                       | Hazel Hotchkiss (1) Wallace F. Johnson (2)         | Louise Hammond Raymond Little           | 6–2, 6–0                     |
| 1910                                                       | Hazel Hotchkiss (2) Joseph R. Carpenter, Jr. (1)   | Edna Wildey Herbert Morris Tilden       | 6–2, 6–2                     |
| 1911                                                       | Hazel Hotchkiss (3) Wallace F. Johnson (3)         | Edna Wildey Herbert Morris Tilden       | 6–4, 6–4                     |
| 1912                                                       | Mary Browne (1) R. Norris Williams (1)             | Eleonora Sears William Clothier         | 6–4, 2–6, 11–9               |
| 1913                                                       | Mary Browne (2) Bill Tilden (1)                    | Dorothy Green C.S. Rogers               | 7–5, 7–5                     |
| 1914                                                       | Mary Browne (3) Bill Tilden (2)                    | Margaretta Myers J.R. Rowland           | 6–1, 6–4                     |
| 1915                                                       | Hazel Hotchkiss (4) Harry C. Johnson (1)           | Molla Bjurstedt Irving Wright           | 6–0, 6–1                     |
| 1916                                                       | Eleonora Sears (1) Willis F. Davis (1)             | Florence Ballin Bill Tilden             | 6–4, 7–5                     |
| 1917                                                       | Molla Bjurstedt (1) Irving Wright (1)              | Florence Ballin Bill Tilden             | 10–12, 6–1, 6–3              |
| 1918                                                       | Hazel Wightman (5) Irving Wright (2)               | Molla Bjurstedt Fred Alexander          | 6–2, 6–3                     |
| 1919                                                       | Marion Zinderstein (1) Vincent Richards (1)        | Florence Ballin Bill Tilden             | 2–6, 11–9, 6–2               |
| 1920                                                       | Hazel Wightman (6) Wallace F. Johnson (4)          | Molla Mallory Craig Biddle              | 6–4, 6–3                     |
| 1921                                                       | Mary Browne (4) Bill Johnston (1)                  | Molla Mallory Bill Tilden               | 3–6, 6–4, 6–3                |
| 1922                                                       | Mary Browne (5) Bill Tilden (3)                    | Helen Wills Howard Kinsey               | 6–4, 6–3                     |
| 1923                                                       | Molla Mallory (2) Bill Tilden (4)                  | Kitty McKane John Hawkes                | 6–3, 2–6, 10–8               |
| 1924                                                       | Helen Wills (1) Vincent Richards (2)               | Molla Mallory Bill Tilden               | 6–8, 7–5, 6–0                |
| 1925                                                       | Kitty McKane (1) John Hawkes (1)                   | Ermintrude Harvey Vincent Richards      | 6–2, 6–4                     |
| 1926                                                       | Elizabeth Ryan (1) Jean Borotra (1)                | Hazel Wightman René Lacoste             | 6–4, 7–5                     |
| 1927                                                       | Eileen Bennett (1) Henri Cochet (1)                | Hazel Wightman René Lacoste             | 6–2, 6–0, 6–3                |
| 1928                                                       | Helen Wills (2) John Hawkes (2)                    | Edith Cross Edgar Moon                  | 6–1, 6–3                     |
| 1929                                                       | Betty Nuthall (1) George Lott (1)                  | Phyllis Covell Bunny Austin             | 6–3, 6–3                     |
| 1930                                                       | Edith Cross (1) Wilmer Allison (1)                 | Marjorie Morrill Frank Shields          | 6–4, 6–4                     |
| 1931                                                       | Betty Nuthall (2) George Lott (2)                  | Anna McCune Harper Wilmer Allison       | 6–3, 6–3                     |
| 1932                                                       | Sarah Palfrey (1) Fred Perry (1)                   | Helen Jacobs Ellsworth Vines            | 6–3, 7–5                     |
| 1933                                                       | Elizabeth Ryan (2) Ellsworth Vines (1)             | Sarah Palfrey George Lott               | 11–9, 6–1                    |
| 1934                                                       | Helen Jacobs (1) George Lott (3)                   | Elizabeth Ryan Lester Stoefen           | 4–6, 13–11, 6–2              |
| 1935                                                       | Sarah Palfrey (2) Enrique Maier (1)                | Kay Stammers Roderich Menzel            | 6–4, 4–6, 6–3                |
| 1936                                                       | Alice Marble (1) Gene Mako (1)                     | Sarah Palfrey Fabyan Don Budge          | 6–3, 6–2                     |
| 1937                                                       | Sarah Palfrey Fabyan (3) Don Budge (1)             | Sylvie Henrotin Yvon Petra              | 6–2, 8–10, 6–0               |
| 1938                                                       | Alice Marble (2) Don Budge (2)                     | Thelma Coyne John Bromwich              | 6–1, 6–2                     |
| 1939                                                       | Alice Marble (3) Harry Hopman 1)                   | Sarah Palfrey Cooke Elwood Cooke        | 9–7, 6–1                     |
| 1940                                                       | Alice Marble (4) Bobby Riggs (1)                   | Dorothy Bundy Jack Kramer               | 9–7, 6–1                     |
| 1941                                                       | Sarah Palfrey Cooke (4) Jack Kramer (1)            | Pauline Betz Bobby Riggs                | 4–6, 6–4, 6–4                |
| 1942                                                       | Louise Brough (1) Ted Schroeder (1)                | Patricia Todd Alejo Russell             | 3–6, 6–1, 6–4                |
| 1943                                                       | Margaret Osborne (1) Bill Talbert (1)              | Pauline Betz Pancho Segura              | 10–6, 6–4                    |
| 1944                                                       | Margaret Osborne (3) Bill Talbert (2)              | Dorothy Bundy Don McNeill               | 6–2, 6–3                     |
| 1945                                                       | Margaret Osborne (3) Bill Talbert (3)              | Doris Hart Bob Falkenberg               | 6–4, 6–4                     |
| 1946                                                       | Margaret Osborne (4) Bill Talbert (4)              | Louise Brough Robert Kimbrell           | 6–3, 6–4                     |
| 1947                                                       | Louise Brough (2) John Bromwich (1)                | Gussie Moran Pancho Segura              | 6–3, 6–1                     |
| 1948                                                       | Louise Brough (3) Tom Brown (1)                    | Margaret Osborne duPont Bill Talbert    | 6–4, 6–4                     |
| 1949                                                       | Louise Brough (4) Eric Sturgess (1)                | Margaret Osborne duPont Bill Talbert    | 4–6, 6–3, 7–5                |
| 1950                                                       | Margaret Osborne duPont (5) Ken McGregor (1)       | Doris Hart Frank Sedgman                | 6–4, 3–6, 6–3                |
| 1951                                                       | Doris Hart (1) Frank Sedgman (1)                   | Shirley Fry Mervyn Rose                 | 6–3, 6–2                     |
| 1952                                                       | Doris Hart (2) Frank Sedgman (2)                   | Thelma Long Lew Hoad                    | 6–3, 7–5                     |
| 1953                                                       | Doris Hart (3) Vic Seixas (1)                      | Julia Ann Sampson Rex Hartwig           | 6–2, 4–6, 6–4                |
| 1954                                                       | Doris Hart (4) Vic Seixas (2)                      | Margaret Osborne duPont Ken Rosewall    | 4–6, 6–1, 6–1                |
| 1955                                                       | Doris Hart (5) Vic Seixas (3)                      | Shirley Fry Lew Hoad                    | 9–7, 6–1                     |
| 1956                                                       | Margaret Osborne duPont (6) Ken Rosewall (1)       | Darlene Hard Lew Hoad                   | 9–7, 6–1                     |
| 1957                                                       | Althea Gibson (1) Kurt Nielsen (1)                 | Darlene Hard Bob Howe                   | 6–3, 9–7                     |
| 1958                                                       | Margaret Osborne duPont (7) Neale Fraser (1)       | Maria Bueno Alex Olmedo                 | 6–3, 3–6, 9–7                |
| 1959                                                       | Margaret Osborne duPont (8) Neale Fraser (2)       | Janet Hopps Bob Mark                    | 7–5, 13–15, 6–2              |
| 1960                                                       | Margaret Osborne duPont (9) Neale Fraser (3)       | Maria Bueno Antonio Palafox             | 6–3, 6–2                     |
| 1961                                                       | Margaret Smith (1) Bob Mark (1)                    | Darlene Hard Dennis Ralston             | w.o.                         |
| 1962                                                       | Margaret Smith (2) Fred Stolle (1)                 | Lesley Turner Frank Froehling           | 7–5, 6–2                     |
| 1963                                                       | Margaret Smith (3) Ken Fletcher (1)                | Judy Tegart Ed Rubinoff                 | 3–6, 8–6, 6–2                |
| 1964                                                       | Margaret Smith (4) John Newcombe (1)               | Judy Tegart Ed Rubinoff                 | 10–6, 4–6, 6–3               |
| 1965                                                       | Margaret Smith (5) Fred Stolle (2)                 | Judy Tegart Frank Froehling             | 6–2, 6–2                     |
| 1966                                                       | Donna Floyd Fales (1) Owen Davidson (1)            | Carol Aucamp Ed Rubinoff                | 6–1, 6–3                     |
| 1967                                                       | Billie Jean King (1) Owen Davidson (2)             | Rosemary Casals Stan Smith              | 6–3, 6–2                     |
| Mixed double-finaler i US Open siden 1968                  |                                                    |                                         |                              |
| År                                                         | Mestre                                             | Finalister                              | Resultat                     |
| 1968                                                       | Ingen mixed double-turnering                       | Ingen mixed double-turnering            | Ingen mixed double-turnering |
| 1969                                                       | Margaret Court (6) Marty Riessen (1)               | Françoise Dürr Dennis Ralston           | 7–5, 6–3                     |
| 1970                                                       | Margaret Court (7) Marty Riessen (2)               | Judy Tegart Dalton Frew McMillan        | 6–4, 6–4                     |
| 1971                                                       | Billie Jean King (2) Owen Davidson (3)             | Betty Stöve Rob Maud                    | 6–3, 7–5                     |
| 1972                                                       | Margaret Court (8) Marty Riessen (3)               | Rosemary Casals Ilie Năstase            | 6–3, 7–5                     |
| 1973                                                       | Billie Jean King (3) Owen Davidson (4)             | Margaret Court Marty Riessen            | 6–3, 3–6, 7–6                |
| 1974                                                       | Pam Teeguarden (1) Geoff Masters (1)               | Chris Evert Jimmy Connors               | 6–1, 7–6                     |
| 1975                                                       | Rosemary Casals (1) Dick Stockton (1)              | Billie Jean King Fred Stolle            | 6–3, 7–6                     |
| 1976                                                       | Billie Jean King (4) Phil Dent (1)                 | Betty Stöve Frew McMillan               | 3–6, 6–2, 7–5                |
| 1977                                                       | Betty Stöve (1) Frew McMillan (1)                  | Billie Jean King Vitas Gerulaitis       | 6–2, 3–6, 6–3                |
| 1978                                                       | Betty Stöve (2) Frew McMillan (2)                  | Billie Jean King Ray Ruffels            | 6–3, 7–6                     |
| 1979                                                       | Greer Stevens (1) Bob Hewitt (1)                   | Betty Stöve Frew McMillan               | 6–3, 7–5                     |
| 1980                                                       | Wendy Turnbull (1) Marty Riessen (4)               | Betty Stöve Frew McMillan               | 7–5, 6–2                     |
| 1981                                                       | Anne Smith (1) Kevin Curren (1)                    | JoAnne Russell Steve Denton             | 6–4, 7–6                     |
| 1982                                                       | Anne Smith (2) Kevin Curren (2)                    | Barbara Potter Ferdi Taygan             | 6–7, 7–6, 7–6                |
| 1983                                                       | Elizabeth Sayers (1) John Fitzgerald (1)           | Barbara Potter Ferdi Taygan             | 3–6, 6–3, 6–4                |
| 1984                                                       | Manuela Maleeva (1) Tom Gullikson (1)              | Elizabeth Sayers John Fitzgerald        | 2–6, 7–5, 6–4                |
| 1985                                                       | Martina Navratilova (1) Heinz Günthardt (1)        | Elizabeth Smylie John Fitzgerald        | 6–3, 6–4                     |
| 1986                                                       | Raffaella Reggi (1) Sergio Casal (1)               | Martina Navratilova Peter Fleming       | 6–4, 6–4                     |
| 1987                                                       | Martina Navratilova (2) Emilio Sánchez Vicario (1) | Betsy Nagelsen Paul Annacone            | 6–4, 6–7, 7–6                |
| 1988                                                       | Jana Novotná (1) Jim Pugh (1)                      | Elizabeth Smylie Patrick McEnroe        | 7–5, 6–3                     |
| 1989                                                       | Robin White (1) Shelby Cannon (1)                  | Meredith McGrath Rick Leach             | 3–6, 6–2, 7–5                |
| 1990                                                       | Elizabeth Smylie (2) Todd Woodbridge (1)           | Natalija Zvereva Jim Pugh               | 6–4, 6–2                     |
| 1991                                                       | Manon Bollegraf (1) Tom Nijssen (1)                | Arantxa Sánchez Vicario Emilio Sánchez  | 6–2, 7–6                     |
| 1992                                                       | Nicole Provis (1) Mark Woodforde (1)               | Helena Suková Tom Nijssen               | 4–6, 6–3, 6–3                |
| 1993                                                       | Helena Suková (1) Todd Woodbridge (2)              | Martina Navratilova Mark Woodforde      | 6–3, 7–6                     |
| 1994                                                       | Elna Reinach (1) Patrick Galbraith (1)             | Jana Novotná Todd Woodbridge            | 6–2, 6–4                     |
| 1995                                                       | Meredith McGrath (1) Matt Lucena (1)               | Gigi Fernández Cyril Suk                | 6–4, 6–4                     |
| 1996                                                       | Lisa Raymond (1) Patrick Galbraith (2)             | Manon Bollegraf Rick Leach              | 7–6, 7–6                     |
| 1997                                                       | Manon Bollegraf (2) Rick Leach (1)                 | Mercedes Paz Pablo Albano               | 3–6, 7–5, 7–6(3)             |
| 1998                                                       | Serena Williams (1) Maks Mirnyj (1)                | Lisa Raymond Patrick Galbraith          | 6–2, 6–2                     |
| 1999                                                       | Ai Sugiyama (1) Mahesh Bhupathi (1)                | Kimberly Po Donald Johnson              | 6–4, 6–4                     |
| 2000                                                       | Arantxa Sánchez Vicario (1) Jared Palmer (2)       | Anna Kurnikova Maks Mirnyj              | 6–4, 6–3                     |
| 2001                                                       | Rennae Stubbs (1) Todd Woodbridge (3)              | Lisa Raymond Leander Paes               | 6–4, 5–7, 7–6                |
| 2002                                                       | Lisa Raymond (2) Mike Bryan (1)                    | Katarina Srebotnik Bob Bryan            | 7–6, 7–6                     |
| 2003                                                       | Katarina Srebotnik (1) Bob Bryan (1)               | Lina Krasnorutskaja Daniel Nestor       | 5–7, 7–5, 7–6(5)             |
| 2004                                                       | Vera Zvonarjova (1) Bob Bryan (2)                  | Alicia Molik Todd Woodbridge            | 6–3, 6–4                     |
| 2005                                                       | Daniela Hantuchová (1) Mahesh Bhupathi (2)         | Katarina Srebotnik Nenad Zimonjić       | 6–4, 6–2                     |
| 2006                                                       | Martina Navratilova (3) Bob Bryan (3)              | Květa Peschke Martin Damm               | 6–2, 6–3                     |
| 2007                                                       | Viktorija Azarenka (1) Maks Mirnyj (2)             | Meghann Shaughnessy Leander Paes        | 6–4, 7–6(6)                  |
| 2008                                                       | Cara Black (1) Leander Paes (1)                    | Liezel Huber Jamie Murray               | 7–6(6), 6–4                  |
| 2009                                                       | Carly Gullickson (1) Travis Parrot (1)             | Cara Black Leander Paes                 | 6–2, 6–4                     |
| 2010                                                       | Liezel Huber (1) Bob Bryan (4)                     | Květa Peschke Aisam-ul-Haq Qureshi      | 6–4, 6–4                     |
| 2011                                                       | Melanie Oudin (1) Jack Sock (1)                    | Gisela Dulko Eduardo Schwank            | 7–6(4), 4–6, [10–8]          |
| 2012                                                       | Jekaterina Makarova (1) Bruno Soares (1)           | Květa Peschke Marcin Matkowski          | 6–7(8), 6–1, [12–10]         |
| 2013                                                       | Andrea Hlaváčková (1) Maks Mirnyj (3)              | Abigail Spears Santiago González        | 7–6(5), 6–3                  |
| 2014                                                       | Sania Mirza (1) Bruno Soares (2)                   | Abigail Spears Santiago González        | 6–1, 2–6, [11–9]             |
| 2015                                                       | Martina Hingis (1) Leander Paes (2)                | Bethanie Mattek-Sands Sam Querrey       | 6–3, 3–6, [10–7]             |
| 2016                                                       | Laura Siegemund (1) Mate Pavić (1)                 | Coco Vandeweghe Rajeev Ram              | 6–4, 6–4                     |
| 2017                                                       | Martina Hingis (2) Jamie Murray (1)                | Chan Hao-Ching Michael Venus            | 6–1, 4–6, [10–8]             |
| 2018                                                       | Bethanie Mattek-Sands (1) Jamie Murray (2)         | Alicja Rosolska Nikola Mektić           | 2–6, 6–3, [11–9]             |
| 2019                                                       | Bethanie Mattek-Sands (2) Jamie Murray (3)         | Chan Hao-Ching Michael Venus            | 6–2, 6–3                     |
| 2020                                                       | Ingen mixed double-turnering                       | Ingen mixed double-turnering            | Ingen mixed double-turnering |
| 2021                                                       | Desirae Krawczyk (1) Joe Salisbury (1)             | Giuliana Olmos Marcelo Arévalo          | 7–5, 6–2                     |
| 2022                                                       | Storm Sanders (1) John Peers (1)                   | Kirsten Flipkens Édouard Roger-Vasselin | 4–6, 6–4, [10–7]             |
| 2023                                                       | Anna Danilina (1) Harri Heliövaara (1)             | Jessica Pegula Austin Krajicek          | 6–3, 6–4                     |
| 2024                                                       | Sara Errani (1) Andrea Vavassori (1)               | Taylor Townsend Donald Young            | 7–6(0), 7–5                  |